# Titus Interactive
Titus Interactive SA was een Franse ontwikkelaar en verdeler van computerspellen. Het bedrijf was actief tussen 1985 en 2005 en was gevestigd in Lagny-sur-Marne.

## Geschiedenis
Titus Interactive werd in 1985 opgericht door de gebroeders Eric en Hervé Caen in Frankrijk en bracht in zijn beginperiode voornamelijk computerspellen uit voor home computers, zoals Amiga, Amstrad CPC, Atari ST, Commodore 64 en ZX Spectrum, en PC. Later richtte het bedrijf zich ook tot de markt van spelcomputers waaronder Sega Master System, Super Nintendo Entertainment System, Game Boy, Game Boy Color, Sony PlayStation, Sega Dreamcast, Nintendo 64, Nintendo GameCube, Sony PlayStation 2 en Microsoft Xbox.
Titus was gekend omwille van de zeer afwisselende kwaliteit van spellen. Het bedrijf bracht enorm goed geprezen titels op de markt zoals Automobili Lamborghini, Virtual Chess 64, Roadsters, Incredible Crisis, Prehistorik Man en Lamborghini American Challenge. Anderzijds hadden zij ook een waslijst van spellen die de grond werden ingeboord waaronder Superman en RoboCop
Titus Interactive werd opgekocht door Virgin Interactive en hernoemd naar Avalon Interactive.

## Bankroet
Titus ging op 9 januari 2005 bankroet met een schuld van € 33 miljoen. De spelrechten kwamen in bezit van Interplay Entertainment.

## Spellen
- Crazy Cars (1998)
- Fire and Forget (1998)
- Galactic Conqueror (1998)
- Off Shore Warrior (1998)
- Crazy Cars 2 (1989)
- Titan (1989)
- Knight Force (1989)
- Crime Does not Pay (1990)
- Dark Century (1990)
- Dick Tracy (1990)
- Fire and Forget II (1990)
- An Indian in the city (1990)
- Wild Streets (1990)
- The Blues Brothers (1991)
- Prehistorik (1991)
- Battlestorm (1992)
- Crazy Cars 3 (1992)
- Titus the Fox (1992)
- Prehistorik 2 (1993)
- Super Cauldron (1993)
- Monster Max (1994)
- Lamborghini American Challenge (1994)
- Quik the Thunder Rabbit (1994)
- Virtual Chess (1995)
- Virtual Chess II (1996)
- Metal Rage (1996)
- The Brainies (1996)
- Incantation (1996)
- Oscar (1996 - SNES-versie)
- Rival Realms (1997)
- Virtual Chess 64 (1997)
- Superman (Game Boy computerspel) (1997)
- Automobili Lamborghini (1997)
- Quest for Camelot (1998, uitgebracht door Nintendo America Inc.)
- Roadsters (1999)
- Superman (1999)
- Evil Zone (1999, ontwikkeld door YUKE’s Future Media Creators)
- Xena: Warrior Princess: The Talisman of Fate (1999, ontwikkeld door Saffire)
- Incredible Crisis (2000, ontwikkeld door Polygon Magic)
- Hercules: The Legendary Journeys (2000, ontwikkeld door Player 1
- Carmageddon 64 (2000, ontwikkeld door Software Creations
- Blues Brothers 2000 (2000, ontwikkeld door Player 1)
- Kao The Kangaroo (2000, ontwikkeld door X-Ray Interactive)
- Top Gun: Combat Zones (2001, ontwikkeld door Digital Integration)
- Virtual Kasparov (2001)
- Top Gun: Firestorm (2001)
- Worms World Party (2001, ontwikkeld door Team 17)
- Exhibition of Speed (2001, ontwikkeld door Player 1
- X'Treme Roller (2001, ontwikkeld door Microïds en Neko Entertainment)
- Xena: Warrior Princess (computerspel) (2001, ontwikkeld door Factor 5
- Barbarian (2002, ontwikkeld door Saffire)
- Downforce (2002, ontwikkeld door SmartDog)
- RoboCop (2003)